# Brachythecium umbilicatum
Brachythecium umbilicatum là một loài rêu trong họ Brachytheciaceae. Loài này được Jur. & Milde mô tả khoa học đầu tiên năm 1870.